# Jełań (rejon kabański)
Jełań (ros. Елань) – wieś w Rosji, w Buriacji, w rejonie kabańskim. W 2010 liczyła 423 mieszkańców.